# Opuntia robinsonii
Opuntia robinsonii är en kaktusväxtart som beskrevs av J.G. Ortega. Opuntia robinsonii ingår i släktet fikonkaktusar, och familjen kaktusväxter. Inga underarter finns listade i Catalogue of Life.